# Nuevo Centro de Población las Ramas
Nuevo Centro de Población las Ramas är en ort i Mexiko.   Den ligger i kommunen Casimiro Castillo och delstaten Jalisco, i den södra delen av landet, 600 km väster om huvudstaden Mexico City. Nuevo Centro de Población las Ramas ligger 339 meter över havet och antalet invånare är 291.
Terrängen runt Nuevo Centro de Población las Ramas är varierad. Runt Nuevo Centro de Población las Ramas är det ganska glesbefolkat, med 34 invånare per kvadratkilometer. Närmaste större samhälle är Autlán de Navarro, 17,7 km nordost om Nuevo Centro de Población las Ramas. I omgivningarna runt Nuevo Centro de Población las Ramas växer i huvudsak lövfällande lövskog.